# Технічний музей

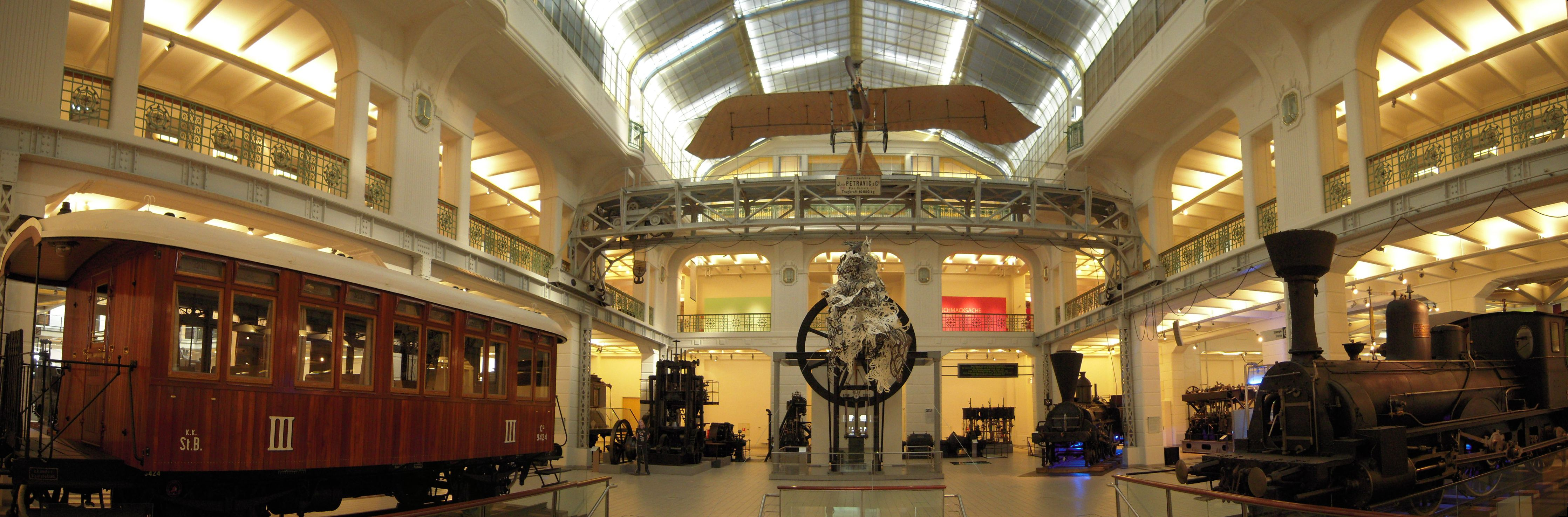
Технічний музей Відня, хол.

Технічний музей — це музей, присвяченій прикладній науці і технологіям. Багато музеїв є одночасно музеями науки і технології.
Завданням музеїв такого типу є ознайомлювати людей із технічною сферою матеріальної культури взагалі.
Найбільш історично значущі технічні музеї в Європі:
- Музей мистецтв і ремесел в Парижі, заснований в 1794 році;
- Музей науки в Лондоні, заснований в 1857 році;
- Німецький музей в Мюнхені, заснований в 1925 році;
- Технічний музей Відня, заснований у 1909 р., а відкритий у 1918 році.

Часто музеї, такі як, наприклад, музеї транспорту, охоплюють певні технічні жанри, процеси або галузі, наприклад, видобуток, хімія, метрологія, музичні інструменти, кераміку або папір.
В Україні перші науковими музеями, які мали також техніку, були музеї, створені при вишах, насамперед, університетах. Першим технічним музеєм став заснований наказом № 398 від 18 жовтня 1841 р. командиром «Непременного и подвижного Арсенала» (тоді так він називався) генерал-майором Шварценбергом в одній із кімнат на І поверсі в приміщенні київського заводу «Арсенал».